# Kohortová studie
Kohortová studie (cohort study, longitudinal study) v epidemiologii je longitudinální studie odhalující rizika.
Počítá rizikový faktor (risk factor = RF).

Dle některých epidemiologů nezpůsobuje nemoc patogen či jakákoli jiná jedna příčina, ale soubor rizik (vnitřních i vnějších). Rizikem může být obezita (vnitřní riziko), cestování (vnější riziko) nebo zcela konkrétní postup při dojení krav (například desinfekce struku před dojením). Najít jedno konkrétní riziko (kladné či záporné) a dokázat, jak velkou má na nemoc vliv, umí epidemiologické studie. Ty nejdelší, nejdražší, ale i nejpřesnější jsou kohortové studie.

Obecný postup pro kohortovou studii je následující: Na počátku se definuje populace, z ní se vybere skupina zdravých jedinců. Tato skupina se rozdělí na dvě kohorty. Jednu kohortu zdravých máme bez rizika (kontrolní skupina), druhou kohortu máme s rizikem. Časem ve skupinách někdo onemocní na sledovanou nemoc a my počítáme rozdíl mezi skupinou bez rizika a s rizikem. Takové studie mohou trvat roky či desetiletí, jsou tedy zdlouhavé, nákladné, ale výstupy jsou průkazné. Ze statistického hlediska mají velkou sílu i přesnost (viz chyby typu I a II).

Po odhalení jednoho rizika následuje hledání, odhalení a vyčíslení dalšího rizika. Tisíce studií dají obraz o nemoci. Například u nemoci paratuberkulóza mléčného skotu bylo odhaleno celkem 25 rizik u pěti kategorií skotu, které dohromady 276 x zvyšují riziko onemocnění (součet všech rizikových faktorů je 276). Na výpočet byly použity počítačové modely, které evidovaly všechny studie na danou nemoc zveřejněné kdekoli na světě (řádově desítky tisíc studií).

Kohortovým studiím se také říká prospektivní studie, protože se předem stanoví riziko, až následně se vybírají skupiny. Co přesně znamená epidemiologické riziko vysvětluje kauzalita (epidemiologie).

Všechny studie včetně těchto se musí očistit od neznámých faktorů (confouders), tedy od náhod, matoucích faktorů i systémových chyb. Slovo confounders zahrnuje všechna neznámá rizika, chyby, faktory a náhody podílející se na vzniku a rozvoji nemoci (např.bias).
Ukazatel asociace mezi rizikem a nemocí – rizikový faktor (RF) udává, kolikrát je větší pravděpodobnost, že onemocní skupina v riziku proti skupině bez rizika. Epidemiologové označují tento ukazatel jako RR (relative risk, ratio risk).

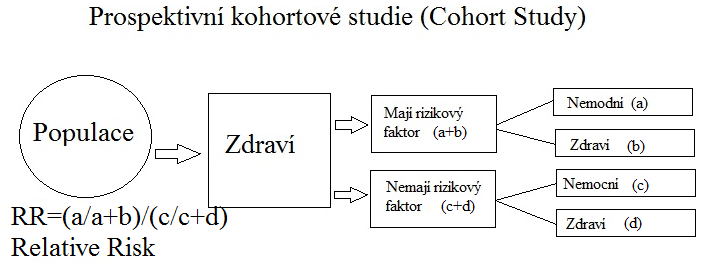
Kohortové prospektivní studie

Tabulka: Epidemiologická tabulka 2x2 pro kohortové studie:
| Kohortové studie   | Nemocní | Zdraví |
| ------------------ | ------- | ------ |
| skupina s rizikem  | a       | b      |
| skupina bez rizika | c       | d      |

RR=(a/a+b)/(c/c+d)
Kohortové studie patří mezi analytické epidemiologické studie, jsou určeny ke zkoumání etiologie a asociace rizik nemoci.
Další široce používané analytické studie jsou retrospektivní studie případů (case control study) a křížové studie (Cross-sectional study).
Ze všech tří analytických studií jsou pouze kohortové studie přímo určeny k vyčíslení rizikového faktoru. Přesto lze i pomocí ostatní studií vypočítat relativní riziko, stačí použít matematický modeling (tento fakt je jako precedent uznáván i soudy v USA).